# Waiting for Tonight
Waiting for Tonight is een single van de Amerikaanse zangeres Jennifer Lopez uit 1999. Het stond in hetzelfde jaar als achtste track op de album On the 6.

## Achtergrond
Waiting for Tonight is geschreven door Maria Christiansen, Michael Garvin en Phil Temple en geproduceerd door Ric Wake. Het lied werd eerder in 1997 uitgebracht door de band 3rd Party, waar het op het album Alive stond. Deze versie werd echter geen hit en geniet geen bekendheid. Het succes kwam wel met de versie van Lopez. Het stond in meer dan veertien landen in de hitlijsten, met de hoogste notering de tweede plaats in Spanje. In Nederland stond het op de vijfde positie in de Top 40 en op een zevende plek in de Mega Top 100. Ook de Belgische hitlijsten werden gehaald; een vierde plaats in Wallonië en een vijftiende plek in Vlaanderen. Het lied was genomineerd voor een Grammy Award in de categorie Best Dance Recording. Deze nominatie werd niet verzilverd.